# 全联盟共产党（布尔什维克）中央组织局
全联盟共产党（布尔什维克）中央组织局（俄语：Организационное бюро ЦК ВКП(б)），或简称组织局（Оргбюро́），是全联盟共产党（布尔什维克）中央委员会于1919年至1952年期间的一个下属机构。该机构设立于1919年3月召开的俄国共产党（布尔什维克）第八次代表大会上。在苏共十九大上，这一机构被废除，其职能转交给扩大的书记处。
组织局的职能是在苏联的组织工作上作出重要决定。其负责监视党在当地的委员会，并有权利提拔他们认为合适的党员到岗位上。组织局和政治局经常互相联系，但后者为最重决策者。政治局多半关系战略计划、人民的监视和国家的状态，组织局则着手监督党内干部，分配不同职位和职责，预测为了促进政府的战略议程。

## 历届中央组织局

### 俄共（布）第八次代表大会
- 委员：别洛博罗多夫、克列斯京斯基、谢列布里亚科夫、斯大林、斯塔索娃
- 候补委员：穆拉诺夫

### 俄共（布）第九次代表大会
- 委员：克列斯京斯基、普列奥布拉任斯基、李可夫、谢列布里亚科夫、斯大林

### 俄共（布）第十次代表大会
- 委员：科马罗夫、米哈伊洛夫、莫洛托夫、李可夫、斯大林、托姆斯基、雅罗斯拉夫斯基
- 候补委员：捷尔任斯基、加里宁、鲁祖塔克

### 俄共（布）第十一次代表大会
- 委员：安德烈耶夫、捷尔任斯基、古比雪夫、莫洛托夫、李可夫、斯大林、托姆斯基
- 候补委员：泽连斯基、加里宁、鲁祖塔克

### 俄共（布）第十二次代表大会
- 委员：安德烈耶夫、捷尔任斯基、莫洛托夫、鲁祖塔克、李可夫、斯大林、托姆斯基
- 候补委员：泽连斯基、加里宁、米哈伊洛夫

### 俄共（布）第十三次代表大会
- 委员：安德烈耶夫、布勃诺夫、伏罗希洛夫、多加多夫、泽连斯基、卡冈诺维奇、加里宁、莫洛托夫、尼古拉耶娃、斯大林
- 候补委员：安季波夫、捷尔任斯基、列普谢、托姆斯基、恰普林、伏龙芝

### 全联盟共产党（布尔什维克）第十四次代表大会（1925年12月）
- 委员：安德烈耶夫、阿尔丘希娜、布勃诺夫、多加多夫、叶夫多基莫夫、克维林、科西奥尔、莫洛托夫、斯米尔诺夫、斯大林、乌格拉诺夫
- 候补委员：列普谢、米哈伊洛夫、乌哈诺夫、恰普林、施密特

### 全联盟共产党（布尔什维克）第十五次代表大会（1927年12月）
- 委员：安德烈耶夫、阿尔丘希娜、布勃诺夫、多加多夫、科西奥尔、库比雅克、莫洛托夫、莫斯克文、鲁希莫维奇、斯米尔诺夫、斯大林、苏利莫夫、乌格拉诺夫
- 候补委员：科托夫、列普谢、洛博夫、米哈伊洛夫、乌哈诺夫、恰普林、施密特

### 全联盟共产党（布尔什维克）第十六次代表大会（1930年6月）
- 委员：阿库洛夫、鲍曼、布勃诺夫、加马尔尼克、卡冈诺维奇、洛博夫、莫洛托夫、莫斯克文、波斯特舍夫、斯大林、什维尔尼克
- 候补委员：多加多夫、卡萨列夫、斯米尔诺夫、齐洪

### 全联盟共产党（布尔什维克）第十七次代表大会（1934年1月）
- 委员：加马尔尼克、叶若夫、日丹诺夫、卡冈诺维奇、基洛夫、卡萨列夫、古比雪夫、斯大林、斯捷茨基、什维尔尼克
- 候补委员：卡冈诺维奇、克里尼茨基

### 全联盟共产党（布尔什维克）第十八次代表大会（1939年3月）
- 委员：安德烈耶夫、日丹诺夫、卡冈诺维奇、马林科夫、麦赫利斯、米哈伊洛夫、斯大林、什维尔尼克、谢尔巴科夫

1946年3月18日
- 委员：亚历山德罗夫、安德里阿诺夫、布尔加宁、日丹诺夫、库兹涅佐夫、库兹涅佐夫、马林科夫、麦赫利斯、米哈伊洛夫、帕托利切夫、波波夫、罗季昂诺夫、斯大林、苏斯洛夫、沙塔林